# 乌江县
乌江县，古县名，在今安徽省和县境。
西晋太康六年（285年），由东城县置乌江县，属扬州淮南郡，后属历阳郡。南北朝时，乌江县建制多有变化。南梁时，属江都郡，北齐改为齐江郡，南陈时，又改为临江郡，北周，改为同江郡。隋朝开皇初年，废郡。大业初年，属历阳郡。明朝初年，并入历阳县。